# Comuna de Uście Gorlickie
Uście Gorlickie (polaco: Gmina Uście Gorlickie) é uma gminy (comuna) na Polónia, na voivodia de Pequena Polónia e no condado de Gorlicki. A sede do condado é a cidade de Uście Gorlickie.
De acordo com os censos de 2004, a comuna tem 6241 habitantes, com uma densidade 21,7 hab/km².

## Área
Estende-se por uma área de 287,41 km², incluindo:
- área agrícola: 34%
- área florestal: 62%

## Demografia
Dados de 30 de Junho 2004:
|                      | Total   | Total | Mulheres | Mulheres | Homens  | Homens |
| -------------------- | ------- | ----- | -------- | -------- | ------- | ------ |
|                      | pessoas | %     | pessoas  | %        | pessoas | %      |
| População            | 6241    | 100   | 3070     | 49,2     | 3171    | 50,8   |
| Densidade (pop./km²) | 21,7    | 100   | 10,7     | 10,7     | 11      | 11     |

De acordo com dados de 2002, o rendimento médio per capita ascendia a 1828,29 zł.

## Subdivisões
- Banica, Brunary, Czarna, Gładyszów, Hańczowa, Izby, Konieczna, Kunkowa, Kwiatoń, Nowica, Regietów, Ropki, Skwirtne, Smerekowiec, Stawisza, Śnietnica, Uście Gorlickie, Wysowa, Zdynia.

## Comunas vizinhas
- Gorlice, Grybów, Krynica-Zdrój, Ropa, Sękowa.